# Suore ospedaliere della misericordia
Le Suore Ospedaliere della Misericordia (in latino Congregatio Sororum a Misericordia pro Infirmis) sono un istituto religioso femminile di diritto pontificio: le suore di questa congregazione pospongono al loro nome la sigla S.O.M.

## Storia
Sotto il pontificato di papa Pio VII, il 16 maggio 1821 la nobildonna Teresa Orsini Doria Pamphilj Landi (1788-1829) introdusse nell'archiospedale del Santissimo Salvatore ad Sancta Sanctorum una comunità di quattro infermiere; papa Leone XII eresse la pia unione in congregazione con motu proprio del 3 gennaio 1826 e concesse alle suore di prestare il loro servizio in tutti gli ospedali di Roma.
Le costituzioni della congregazione vennero approvate da Leone XII l'11 luglio 1827 e papa Gregorio XVI approvò l'istituto il 29 settembre 1831.
La più illustre rappresentante della congregazione è probabilmente Maria Raffaella Cimatti, beatificata da papa Giovanni Paolo II nel 1996.

## Attività e diffusione
Le Suore Ospedaliere della Misericordia continuano a dedicarsi alla cura dei malati e sono attive anche in terra di missione.
Oltre che in Italia, sono presenti in Svizzera e Polonia, nelle Americhe (Argentina, Stati Uniti d'America), in Africa (Camerun, Madagascar, Nigeria), India e nelle Filippine. La sede generalizia è a Roma.
Al 31 dicembre 2008 la congregazione contava 382 religiose in 55 case.